# Трофей Утконоса
Трофей Утконоса — это трофей, вручаемый победителю ежегодного футбольного матча между Орегонским университетом и Университетом штата Орегон. На трофее изображён утконос — животное, в котором есть черты утки (талисман Орегонского университета) и бобра (талисман Университета штата Орегон). В течение трёх лет, с 1959 по 1961 год, трофей вручался победившей команде. Трофей был утерян более чем на 40 лет, прежде чем его вновь обнаружили в 2005 году и предложили в качестве неофициального трофея игры в 2007 году. В настоящее время он вручается ассоциации выпускников школы-победителя.

## История
В 1959 году директор по связям с общественностью Орегонского университета Уиллард Томпсон выбрал студента-художника Уоррена Спейди, чтобы тот создал трофей с изображением утконоса для победителя предстоящего соревнования, которое тогда называлось «Гражданская война». В качестве объекта был выбран утконос, потому что своим клювом, похожим на утиный, и хвостом, похожим на бобровый, он напоминает талисман каждой школы. У Спейди был всего месяц до игры, чтобы закончить трофей, вырезанный из клёна и имеющий 2 фута (0,61 м) в ширину и 18 дюймов (46 см) в высоту. Он представил его незавершённым, не до конца вылепив лапы.
В 1959 году «Орегон» был явным фаворитом, но «Орегон Стэйт» выиграл со счётом 15:7 и забрал домой трофей, который они выставили в витрине в «Гилл Колизеум». В том же году студенты «Орегона», по-видимому, украли трофей и сохранили его после того, как в 1960 году игра закончилась со счётом 14:14. В 1961 году «Орегон Стэйт» выиграл со счётом 6:2, и «Орегон» вернул трофей «Орегон Стэйт» сразу после игры.

## Кража и исчезновение
После игры 1961 года трофей ещё несколько раз крали, и в конце концов о нём забыли как о трофее футбольной игры. В 1986 году художник Спейди, ныне преподаватель искусств в Юджине, обнаружил трофей в витрине в Орегонском бассейне Лейтон. По-видимому, его использовали как трофей в школьном соперничестве по водному поло и прикрепили к нему латунную табличку в честь четырёх побед Орегона по водному поло подряд с 1964 по 1968 год. Спейди не смог убедить кого-либо вернуть трофей для использования в футбольном матче, и в 2000 году бассейн и витрины с трофеями были снесены в рамках проекта реконструкции.

## Возвращение
В 2004 году, когда о трофее уже давно забыли, спортивный обозреватель из Орегона Джон Канзано написал статью, в которой посетовал на то, что, в отличие от других игр между колледжами, у Орегона и Университета штата Орегон не было своего трофея. Спейди связался с Канзано и сообщил ему о нахождении трофея утконоса, позже началась поисковая операция по поиску пропавшего трофея. Трофей был вновь обнаружен в 2005 году в шкафу в здании Макартур-Корт Орегонского университета. Его нашёл Дэн Уильямс, администратор Орегонского университета, который в 1961 году был президентом студенческого совета и передал трофей своему коллеге из Университета штата Орегон.
Получив подпись Спейди на работе, Уильямс вернул трофей Ассоциации выпускников штата Орегон, чтобы он мог возобновить свою роль игрового приза. Однако, несмотря на первоначальный интерес спортивных директоров школ снова начать вручать трофей, после просмотра аннотации они отказались это сделать. Вместо этого, начиная с игры 2007 года, трофей вручался ассоциации выпускников школы-победительницы. Университет штата Орегон стал первым обладателем восстановленного трофея после победы над Университетом Орегона со счётом 38:31 в дополнительное время.Трофей был вручён перед баскетбольным матчем в марте 2008 год Когда «Орегон» выиграл в следующем году, трофей не был заменён (по состоянию на 21 января 2009 года). Согласно статье KVAL за 2012 год, вскоре эта традиция снова пришла в упадок. Однако, по данным Ассоциации выпускников Орегонского университета, премия продолжает вручаться ежегодно.
Репортаж в новостях включил его в число «лучших трофеев соперничества в путешествиях»